# Матурско вече
Матурско вече (енгл. Prom Night) је канадски хорор филм из 1980. режисера Пола Линча, са Леслијем Нилсеном и Џејми Ли Кертис у главним улогама. Седам година касније добио је наставак под називом Матурско вече 2: Здраво, Мери Лу, који није имао никакве везе са овим филмом, док је 2008. добио римејк под истим именом.

## Радња
Радња на почетку филма одвија се у 1974. години, када 11-годишњи, Венди Ричардс, Џуд Кенингем, Кели Линч и Ник МекБрајд у току игре убију десетогодишњу Робин Хемонд, која је покушавала да им се придружи. Уместо да позову хитну помоћ, која је можда још могла да јој помогне, одлучују да побегну, оставе је да умре и заувек ћуте о томе. За њено убиство оптужен је невин човек.
Шест година касније, Робинина породица обележава годишњицу њене смрти, а ученици школе у коју иду њени брат и сестра, Алекс и Ким, се спремају за матуру. Четворо пријатеља одговорних за Робинино убиство почињу да добијају претеће позиве, али им не придају пуно пажње. Међутим, неко ће непозван доћи на матуру и у жељи за осветом биће спреман да убије све одговорне за Робинину смрт, а и сваког ко му се нађе на путу.

## Улоге
| Глумац           | Улога                 |
| ---------------- | --------------------- |
| Лесли Нилсен     | гдин Хемонд           |
| Џејми Ли Кертис  | Кимберли „Ким” Хемонд |
| Кејси Стивен     | Ник МекБрајд          |
| Еди Бентон       | Венди Ричардс         |
| Мајкл Тоут       | Алекс Хемонд          |
| Џејмс Кенинг     | Дик Бакстер           |
| Роберт Силвермен | гдин Сикс             |
| Пита Оливер      | Вики                  |
| Дејвид Луци      | Лу Фармер             |
| Мери Бет Рубенс  | Кели Линч             |
| Џорџ Толитос     | поручник МекБрајд     |
| Мелани Морс      | Хенри Ени             |
| Дејвид Болт      | Велер                 |
| Џеф Винкот       | Дру Синик             |
| Дејвид Гарднер   | др Ферчилд            |
| Џој Томпсон      | Џуд Кенингем          |
| Шелдон Рибовски  | Сејмон „Слик” Крејн   |
| Антонета Боуер   | гђа Хемонд            |